# Скурка (Лодзинське воєводство)
Скурка (пол. Skórka) — село в Польщі, у гміні Паженчев Зґерського повіту Лодзинського воєводства.
Населення — 89 осіб (2011).
У 1975-1998 роках село належало до Лодзинського воєводства.

## Демографія
Демографічна структура станом на 31 березня 2011 року:
|          | Загалом | Допрацездатний вік | Працездатний вік | Постпрацездатний вік |
| -------- | ------- | ------------------ | ---------------- | -------------------- |
| Чоловіки | 49      | 11                 | 27               | 11                   |
| Жінки    | 40      | 7                  | 23               | 10                   |
| Разом    | 89      | 18                 | 50               | 21                   |